# Дисидент (фільм, 1988)
«Дисидент» (рос. «Диссидент») — молдовський радянський художній фільм 1988 року режисера Валеріу Жерегі.

## Сюжет
Жив-був юнак, служив там, де глушили «ворожі голоси», писав, хотів зняти фільм. Здавалося йому, що потрібна повна свобода, щоб не дати затихнути здібностям, щоб не було перешкод творчості…

## У ролях
- Євген Дворжецький
- Ірина Апексимова
- Людмила Жерегі
- Маргарита Терехова
- Ференц Бенце
- Вацлав Дворжецький

## Творча група
- Сценарій: Валерій Ісайович
- Режисер: Валеріу Жерегі
- Оператор: Валентин Белоногов
- Композитор: Іон Алдя-Теодорович